# Brachymeria femorata
Espèce
Brachymeria femorata est une espèce d'insectes hyménoptères de la famille des Chalcididae, de la sous-famille des Chalcidinae et du genre Brachymeria.

## Répartition
Brachymeria femorata présente une distribution paléartique, et est répandue en Europe,, en Transcaucasie, en Asie Mineure,, en Asie et en Afrique du Nord.
Elle est notamment présente en Espagne,, en Italie, en Autriche, en Pologne, en Serbie, en Égypte, en Turquie, en Iran, en Inde,, en Birmanie, en Russie (Sibérie), dans le sud de la Chine, à Taiwan, en Mongolie, en Corée et au Japon.

## habitat
Elle se rencontre dans les prairies.

## Description
La femelle mesure de 5.5 à 8 mm et le mâle environ 4,2 mm.
La tête, presque aussi large que le thorax, est ovale de profil avec de grands yeux composés et présente un scrobe profond et des bords carénés. La surface est assez nettement piquetée sur la partie dorsale et plus faiblement sur la partie frontale et sur les côtés. La zone en-dessous du scrobe présente des fosses clairsemées et presque lisses. La surface dans la zone du scrobe est presque lisse et légèrement rugueuse avec une zone ocellaire large, au niveau des ocelles postérieurs, des trois-quarts de l'espace interoculaire. La distance inter-ocellaire est un à deux tiers aussi large que l'espace entre les ocelles postérieurs. La carène pré-orbitale est absente. Le scrobe est relativement profond, occupant les trois cinquièmes de la largeur de l'espace interoculaire et atteignant l'ocelle antérieur. La projection inter-antennaire est de forme triangulaire allongée. L'insertion des antennes se fait à la périphérie des bords inférieurs des yeux composés. La zone au-dessous du scrobe est légèrement convexe au milieu et en dessous de chaque embase d'antenne et légèrement déprimée sur les parties latérale et ventrale le long du clypeus. Le frons est relativement plat et non arrondi antérieurement. Les sutures fronto-génales sont relativement faiblement carénées. La hauteur des espaces malaires est légèrement inférieure au tiers de la hauteur des yeux composés. La carène post-orbitale est moyennement développée. L'angle génal antérieur est quelque peu aigu arrondi et l’angle postérieur est presque rectangulaire. Les antennes sont relativement courtes. Le scape, plus large au tiers basal, ne dépasse pas l'ocelle antérieur et est presque aussi long que les segments 4 à 6 réunis. Le pédicelle est presque aussi long que large. Les segments 4 à 9 sont presque aussi longs que larges. Le club est deux fois plus long que le segment 10. L'occiput ne présente pas de carène verticale. La dent médiane de la mandibule inférieure est peu développée. Le palpe maxillaire présente une largeur maximale égale aux deux tiers de sa longueur.
Le thorax est criblé de petits trous compacts sur la face dorsale. Les espaces entre les fosses sont étroits et carénés, presque lisses sauf sur le pronotum. Le mesoscutum est aussi large que long. Le scutellum, assez haut de profil, est presque perpendiculairement fortement diminué vers l'apex et présente des soies denses près de l'apex. La région apicale est largement aplatie et repliée formant deux lobes distincts. L'aile antérieure est deux et deux tiers aussi longue que large. La nervure marginale est cinq huitièmes aussi longue que la nervure submarginale. La nervure postmarginale est deux cinquièmes aussi longue que la marginale et plus de deux fois plus longue que la nervure stigmale. Le coxa des pattes postérieure est distinctement et densément criblé et couvert de poils sur la face ventrale. Il ne présente pas de protubérance sur la face ventrale interne. Le fémur postérieur est un et trois quarts aussi long que large avec la face externe distinctement et densément perforée et pubescente, non striée, avec des perforations plutôt larges. La face interne est modérément et moins densément ponctuée que la face externe. La zone ventrale interne est sans protubérance près de la base. Le bord ventral externe porte onze ou douze dents. Le tibia des pattes postérieures est arqué. La large bande noire sur la partie postérieure du fémur est reliée sur toute sa largeur à la partie noire de l'intérieur du fémur. Certains spécimen présentent une face externe du fémur totalement jaune. Cette coloration exclusivement jaune peut atteindre le propodeum et l'ensemble des pattes.
L'abdomen est court et presque arrondi dorsalement. Sa partie postérieure est latéralement perpendiculaire. Il est aussi long que le pronotum, le mésoscutum et le scutellum réunis. Il est plus large près du milieu et presque aussi large que le thorax. L'abdomen est sessile et est composé de 7 tergites dont le premier, plus long et lisse, constitue la moitié de la longueur de l'abdomen. Le second tergite présente de larges perforations distinctes relativement denses avec des poils et de fines et denses perforations distinctes sans soies sauf sur la zone ventro-latérale et basale, mais des perforations sans soies indistinctes sur la région antérieure. Le sixième tergite est plus nettement et plus densément perforé et porte une paire de spiracles.

### La femelle
Les tégulas sont jaune pâle avec la partie basale brun rougeâtre foncé. Les coxae et les trochanters sont noir brillant et ces derniers légèrement rougeâtres. Les fémurs antérieurs sont jaune pâle, noirâtre sur la région basale et brun pâle à l'extrémité de la base. Les fémurs médians sont brun noirâtre aux deux tiers de la base et brun pâle à l'extrémité base. Le tiers apical est jaune pâle. Les fémurs postérieurs sont noirs brillants avec un grand anneau jaune au sommet qui s'étend sur la face externe dorsale. La base arbore une tache jaune de forme caractéristique assez longue sur la face externe le long de la face ventrale. Ils présentent également de larges taches groupées basales et apicales plus grandes avec la zone noire médiane qui devient plus petite et plus brunâtre sombre. Les tibias sont entièrement jaune pâle avec les tibias postérieur qui présentent une carène ventrale noirâtre. La pubescence du corps et les soies sur l'abdomen sont gris argenté. La gaine des oviscaptes est comprimée et légèrement ou non visible de dessus.

### Le mâle
Le sternum gastrique des mâles est légèrement gonflé avec le bord apical incurvé. Les funicules des antennes présente des sensilles trichoïdes sur la face ventrale.

## Comportement
Brachymeria femorata est une espèce de guêpe parasite qui s'attaque aux chrysalides de lépidoptères dans les habitats de prairies. Elle parasite des Pieridae comme la Piéride de l'aubépine (Aporia crataegi), la Piéride du réséda (Pontia daplidice), la Piéride du chou (Pieris brassicae),, la Piéride de la rave (Pieris rapae), et le Citron (Gonepteryx rhamni), des Zygaenidae comme Zygaena filipendulae, la Mélitée orangée (Melitaea didyma), la Mélitée des linaires (Melitaea deione) et le Myrtil (Maniola jurtina), des Nymphalidae comme Vanessa cardui et des Erebidae comme Hyphantria cunea.
Elle semble être attirée par Campsis radicans, le Genévrier de Phénicie (Juniperus phoenicea) et Juniperus thurifera.

## Systématique
L'espèce Brachymeria femorata a été décrite par l'entomologiste allemand Georg Wolfgang Franz Panzer en 1801 sous le protonyme Chalcis femorata.

### Liste des synonymes
Liste des synonymes :
- Brachymeria immaculata Masi, 1951
- Brachymeria ornatipes Cameron, 1906